# Бои за Пшебраже
Бои за Пшебраже (пол. Obrona Przebraża) – серия вооружённых конфликтов в деревне Пшебраж между Украинской повстанческой армией и Армией Крайовой. Последнюю поддержали советские партизаны с целью защиты гражданского населения от УПА.

## Предыстория
На Волыни, в Луцком повяте, перед Второй мировой войной существовало село Пшебраже — давняя польская колония, основанная в 1864 году. Эта местность вошла в историю как крупнейший центр польской самообороны в период «Волынской разни». Именно эту функцию она выполняла ранней весной 1943 года, когда отделы УПА совершали массовые чистки польского населения Волыни, Полесья и Восточной Галиции, с целью полностью очистить эти территории от поляков.
Уничтожение отрядами УПА польского гражданского населения заставило поляков покинуть свои дома и скрываться. Одним из таких мест, в котором скрывались поляки, было село Пшебраже и территория вокруг него. Образовался большой лагерь для беженцев, в котором нашли приют более 20 000 человек — мужчин, женщин и детей из окрестных сел и колоний (в частности, Олыки, Марьяновка и Колки). Беженцы знали, что им грозит смертельная опасность, ведь бандеровцы планировали уничтожить этот пункт сопротивления, поскольку его защитники были польской национальности. Окруженным не осталось ничего другого, как бороться за жизнь. В течение короткого времени в Пшебраже удалось организовать вооруженную польскую самооборону: была создана мастерская, в которой ремонтировали поврежденное трофейное оружие и производили британские автоматы Стэн. Линию обороны территории, которая, кроме Пшебраже, охватывала семь сел (колоний), окружили окопами, разместив в них пулеметы и колючую проволока. Южную, не укрепленную сторону, страховали пункты сопротивления в соседних местностях и болото.

## Хронология

### Первая атака УПА
Первая атака бойцов ОУН-УПА на окраину Пшебраже состоялась 5 июля 1943 года. После нападения защитники смогли мобилизоваться и отразить атаку, однако с большими потерями. Одновременно от рук нападавших погибли несколько беззащитных польских жителей местностей, расположенных неподалеку. После этого отряды бандеровцев (?) несколько раз совершали повторные удары, сжигая окружающие села. 12 июля 1943 руководитель самообороны Генрих Цыбульский со своим отрядом провел удачную предупредительную атаку на школу кадров УПА в селе Тростянец, в результате которой она была уничтожена и распылен отряды противника. Этот маневр позволил защитникам выиграть немного времени, сделав на время невозможными атаки бандеровцев (?).

### Последующие атаки УПА
Беженцы, оставшиеся в селе Пшебраже, решили собрать зерна на всех окружающих полях, поскольку понимали, что не смогут прокормить такое большое количество эмигрантов течение следующих месяцев. В июле и августе жнецы целыми днями работали в поле. Их охраняли вооруженные патрули, поскольку часто доходило до столкновений с отрядами УПА. Наибольшая такая атака произошла 31 июля, однако была отбита польской самообороной..
УПА готовилась к окончательному уничтожению польской самообороны в селе Пшебраже 31 августа 1943.  Украинские повстанцы насчитывали около 6000 человек, в том числе и крестьян-волонтёров из окрестных сёл, вооруженных топорами и косами. К счастью для защитников, им вовремя пришло на помощь подразделение АК под командованием Зигмунда Кульчицкого-«Ольгерда» и группа советских партизан Николая Прокопюка. Благодаря им украинцы потерпели поражение.
2 октября 1943 двести боевиков польской самообороны из Пшебраже совместно с советскими партизанами Прокопюка нанесли удар в направлении села Омельно. Сначала они обстреляли его из пулеметов и минометов, вызвав многочисленные пожары, а потом пошли в наступление. Погибли по меньшей мере десять гражданских украинцев, а из села забрали несколько голов крупного рогатого скота.
В ночь на 15 октября 1943 УПА последний раз напала на Пшебраже, но и эта атака оказалась неэффективной. Зато 25 ноября польская самооборона осуществила удачное нападение на украинское село Журавичи, чтобы получить муку, зерно и скот. Поляки продержались в своём гарнизоне до конца января 1944 года. Тогда наступление Красной Армии диаметрально изменило ситуацию на Волыни. Давним жителям Пшебраже, как и спасенным беглецам, не суждено долго радоваться относительному миру. В 1945 году они были вынуждены выехать на территорию Польши в рамках так называемого обмена населением. Коммунистическая власть изменила название местности на Гаевое.